# Holiday (chanson de Scorpions)
Pour les articles homonymes, voir Holiday.
Pistes de Lovedrive
"Lovedrive"
Holiday est une chanson du groupe allemand de hard rock Scorpions qui apparaît en tant que huitième et dernière piste de l'album Lovedrive sorti en 1979.

## Description
La chanson a été composée par le guitariste des Scorpions Rudolf Schenker et les paroles ont été écrites par le chanteur Klaus Meine. Le titre Holiday proviendrait du fait que le jour où Rudolf créa et joua l'arpège caractéristique de la chanson pour la première fois, Klaus, l'entendant, se serait exclamé que ce son lui faisait penser aux vacances, et ainsi le titre de la chanson fut choisi. Longue de plus de six minutes, Holiday se décompose en deux parties : la première partie, à la forme d'une ballade en arpège au rythme lent, jouée à la guitare acoustique et la seconde jouée à la guitare électrique, plus courte que la première mais aussi lente, qui conclut la chanson.
Holiday est devenue l'une des plus célèbres chansons des Scorpions, souvent ballade préférée des fans et toujours jouée en concert. Souvent, lors des concerts, seule la première partie, la plus connue de la chanson, est jouée par le groupe. Il est aussi habituel que, quand Holiday est jouée en concert, Klaus Meine fasse chanter le public lors du refrain.
La chanson apparaît dans sa version écourtée sur l'album en public des Scorpions World Wide Live sorti en 1985 et dans une nouvelle version acoustique sur l'album acoustique du groupe, Acoustica, sorti en 2001.
Lors de la réédition, en 2015, de l'album Lovedrive (50th Anniversary Deluxe Edition) incluant le DVD du Live in Japan de 1979, une version démo inédite de 9 min 34 du titre Holiday est incluse dans le CD ainsi qu'une autre démo inédite : ’Cause I Love You de 4 min 31.